# Дубье (Львовская область)
Дубье (укр. Дуб'є) — село в Заболотцевской сельской общине Золочевского района Львовской области Украины.
Население по переписи 2001 года составляло 683 человека. Занимает площадь 1,372 км². Почтовый индекс — 80661. Телефонный код — 3266.